# Маевский, Александр Григорьевич
Александр Григорьевич Маевский (укр.  Олександр Григорович Маєвський; 4 июня 1925, Киев, УССР — 3 ноября 2007, Киев, Украина) — советский и украинский машиностроитель в области сельского хозяйства. педагог, доктор технических наук (1972), профессор (1973).

## Биография
В 1950 году окончил механический факультет Киевского автомобильно-дорожного института (ныне Национальный транспортный университет).
После окончания института был направлен для работы на киевский завод «Красный экскаватор» ( ныне ЗАО «АТЕК»), где принимал непосредственное участие в создании первых отечественных гидравлических экскаваторов, в том числе моделей Э-153 и Э- 5015. На заводе прошел путь от мастера до старшего инженера-конструктора. 
С 1953 по 1956 год учился в аспирантуре Украинского НИИ механизации и электрификации сельского хозяйства. 
Позже работал в Украинском НИИ механизации и электрификации сельского хозяйства, в Государственном НИПИ угольной промышленности (Киев). 
Кандидат технических наук (1958), доктор технических наук (1972).
С 1966 года на преподавательской работе в Киевском автомобильно-дорожном институте: в 1966—1978 годах — заведующий кафедрой дорожных машин, в 1978—1992 — профессор этой кафедры.
Участвовал в формировании нового направления научной деятельности кафедры - исследование гусеничного и рельсо-шагающего ходового оборудования тяжелых землеройных машин массой до 2500 т и производительностью до 5250 м³/ч, которая со временем стала авторитетной и хорошо известной в стране научной школой.

## Научная деятельность
Проводил исследования по созданию распределительных топливных насосов тракторных двигателей.
Разработал теорию и методику расчетов ходового оборудования землеройных машин.
А. Г. Маевский подготовил семь кандидатов технических наук.
Автор более 20 авторских свидетельств СССР на изобретения.

## Избранные работы
- Теория и расчёт гусеничного движителя землеройных машин. К., 1970;
- Рабочие органы землеройных машин для дорожного строительства: Учебное пособие. К., 1984 (в соавт.);
- Справочник механика открытых горных работ. Москва, 1989 (в соавт.).